# Relaciones Indonesia-México
Las naciones de Indonesia y México establecieron relaciones diplomáticas en 1953. Ambas naciones son miembros del Foro de Cooperación Económica Asia-Pacífico, el Foro de Cooperación de Asia Oriental y América Latina, el Grupo de los 15, del G20, MIKTA y de las Naciones Unidas.

## Historia
El primer contacto entre ambas naciones habría tenido lugar por el Galeón de Manila entre Acapulco, México y Manila (capital de la corona española de las Filipinas). Los españoles comerciaron con los puertos holandeses y portugueses en el sudeste asiático y regresaron a México con mercancías (y personas) de la región. Durante la ocupación española de los sultanatos indonesios de habla papú de Ternate y Tidore en las Islas Molucas, los españoles utilizaron soldados reclutados en Filipinas y mexicanos en las Filipinas para ocupar esos reinos indonesios.
En diciembre de 1949, Indonesia obtuvo su independencia de los Países Bajos. Indonesia y México establecieron relaciones diplomáticas el 6 de abril de 1953. Poco después, el embajador mexicano residente en Tokio, Japón, fue acreditado ante Indonesia. No fue hasta 1961 cuando México nombró a un embajador residente en Indonesia. En 1958, el presidente indonesio Sukarno se convirtió en el primer jefe de Estado indonesio en visitar México. En 1962, el presidente mexicano Adolfo López Mateos realizó una visita oficial a Indonesia.
El presidente idonesio Susilo Bambang Yudhoyono realizó una visita oficial a México en 2008 y nuevamente en 2012 para asistir a la cumbre de APEC celebrada en Los Cabos. En 2013, el ministro de Relaciones Exteriores de Indonesia, Marty Natalegawa, hizo una visita a México para conmemorar el 60 aniversario de las relaciones diplomáticas entre Indonesia y México. Para conmemorar este acontecimiento, la oficina de correos mexicana e indonesia emitieron un sello común que ilustra los animales como símbolo de ambas naciones; el Jaguar mexicano y el indio leopardo nublado. En 2013, el presidente mexicano Enrique Peña Nieto viajó a Bali para asistir a la cumbre de APEC.
En julio de 2022, el canciller mexicano Marcelo Ebrard realizó una visita a Bali y asistió a la cumbre del G20 para cancilleres. Mientras estuvo en Bali, Ebrard también se reunió con la ministra de Relaciones Exteriores de Indonesia Retno Marsudi y ambos ministros asistieron a una reunión entre las naciones miembros de MIKTA. En noviembre de 2022, el canciller Ebrard regreso a Indonesia para atender la Cumbre del G-20 de Bali.
Ambos países han realizado siete consultas bilaterales siendo la última realizada en diciembre de 2020 de manera virtual debido a la pandemia de COVID-19. En abril de 2023, ambas naciones celebraron 70 años de relaciones diplomáticas.

## Visitas de alto nivel

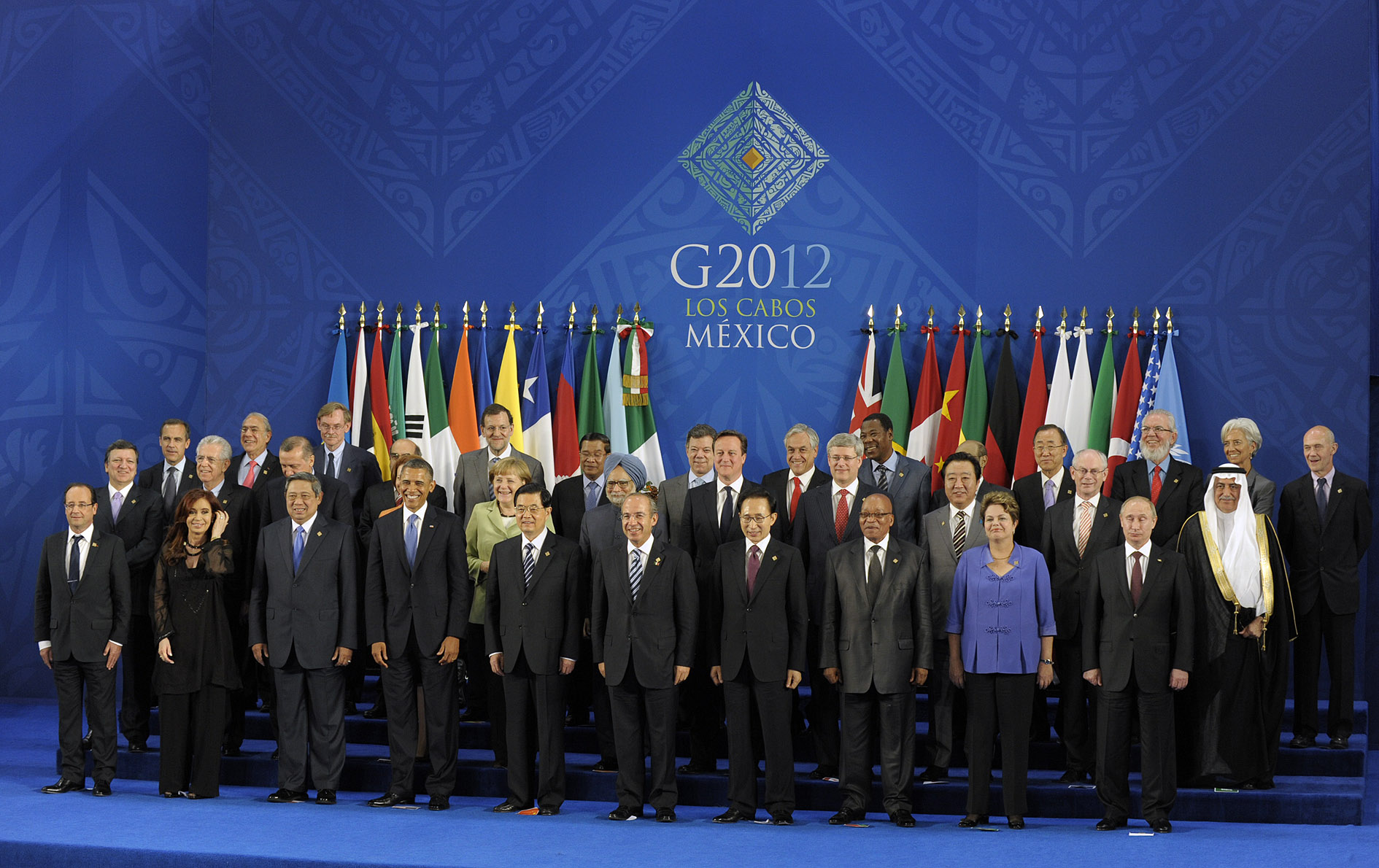
El presidente de Indonesia, Susilo Bambang Yudhoyono, asistiendo a la cumbre del G-20 en Los Cabos; 2012.

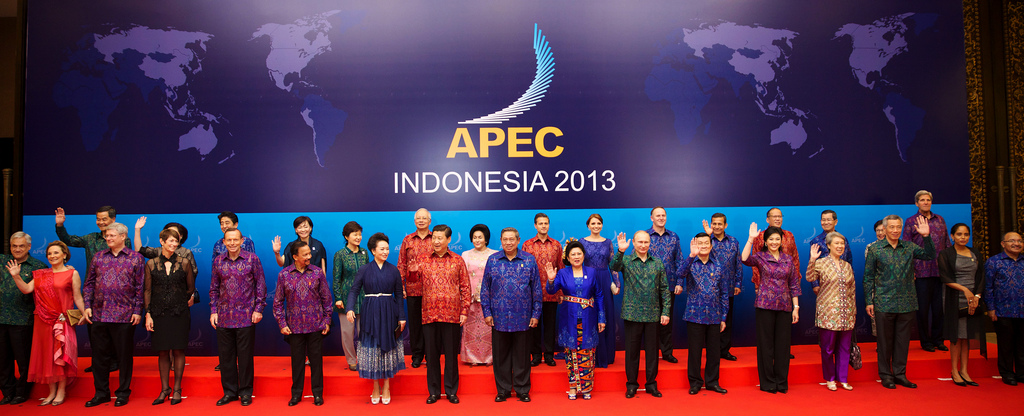
El presidente mexicano Enrique Peña Nieto asistiendo a la cumbre de APEC en Bali; 2013.

Visitas de alto nivel de Indonesia a México
- Presidente Sukarno (1958, 1959, 1961)
- Presidente Suharto (1991)
- Presidente Abdurrahman Wahid (2000)
- Presidente Megawati Soekarnoputri (2002)
- Presidente Susilo Bambang Yudhoyono (2008, 2012)
- Ministro de Relaciones Exteriores Marty Natalegawa (2013)

Visitas de alto nivel de México a Indonesia
- Presidente Adolfo López Mateos (1962)
- Presidente Carlos Salinas de Gortari (1994)
- Presidente Enrique Peña Nieto (2013)
- Secretario de Relaciones Exteriores José Antonio Meade (2013)
- Secretario de Relaciones Exteriores Marcelo Ebrard (julio y noviembre de 2022)

## Acuerdos bilaterales
Ambas naciones han firmado varios acuerdos bilaterales, como un Acuerdo de Comercio (1961); Acuerdo de Cooperación Científica y Técnica (1996); Acuerdo de Cooperación Educativa y Cultural (2001); Memorando sobre el establecimiento de consultas bilaterales mutuas entre ambas naciones (2001); Convenio para Evitar la Doble Imposición y Prevenir la Evasión Fiscal en Materia del Impuesto a la Renta y su Protocolo (2002); Acuerdo de Servicios de Transporte Aéreo (2013); Memorando de Entendimiento en Cooperación Turística (2013) y un Memorando de Entendimiento en Cooperación en Crédito a la Exportación (2013).

## Educación y cultura
El gobierno de México ofrece cada año la beca de postgrado de la Secretaría de Relaciones Exteriores a indoneses que deseen estudiar un posgrado en México. El Gobierno de Indonesia ofrece la beca cultural Darmasiswa para que jóvenes mexicanos puedan aprender la cultura indonesia (idioma, música, teatro, batik, danza, etc.), así como la beca KNB para nivel posgrado.
Hoy por hoy  hay varios grupos de arte y cultura indonesa en México, empezado en 2002 cuando Fitra Ismu Kusumo fundó el grupo Indra Swara para promocionar Indonesia a través de la orquesta de gamelan y el arte de los títeres wayang de Indonesia; en 2005 la maestra Graciela López fundó el grupo de danza tradicional indonesa ¨Tari Bali¨, y luego en 2015 se fundó otro grupo de danza llamado ¨Mirah Delima¨. Además están los grupos de arte marcial Pencak Silat dirigidos por los maestros Ramón Yee, Hector Becerril y Raymundo Wong, así como la escuela de arte de batik fundada por el maestro Francisco Sorensic.

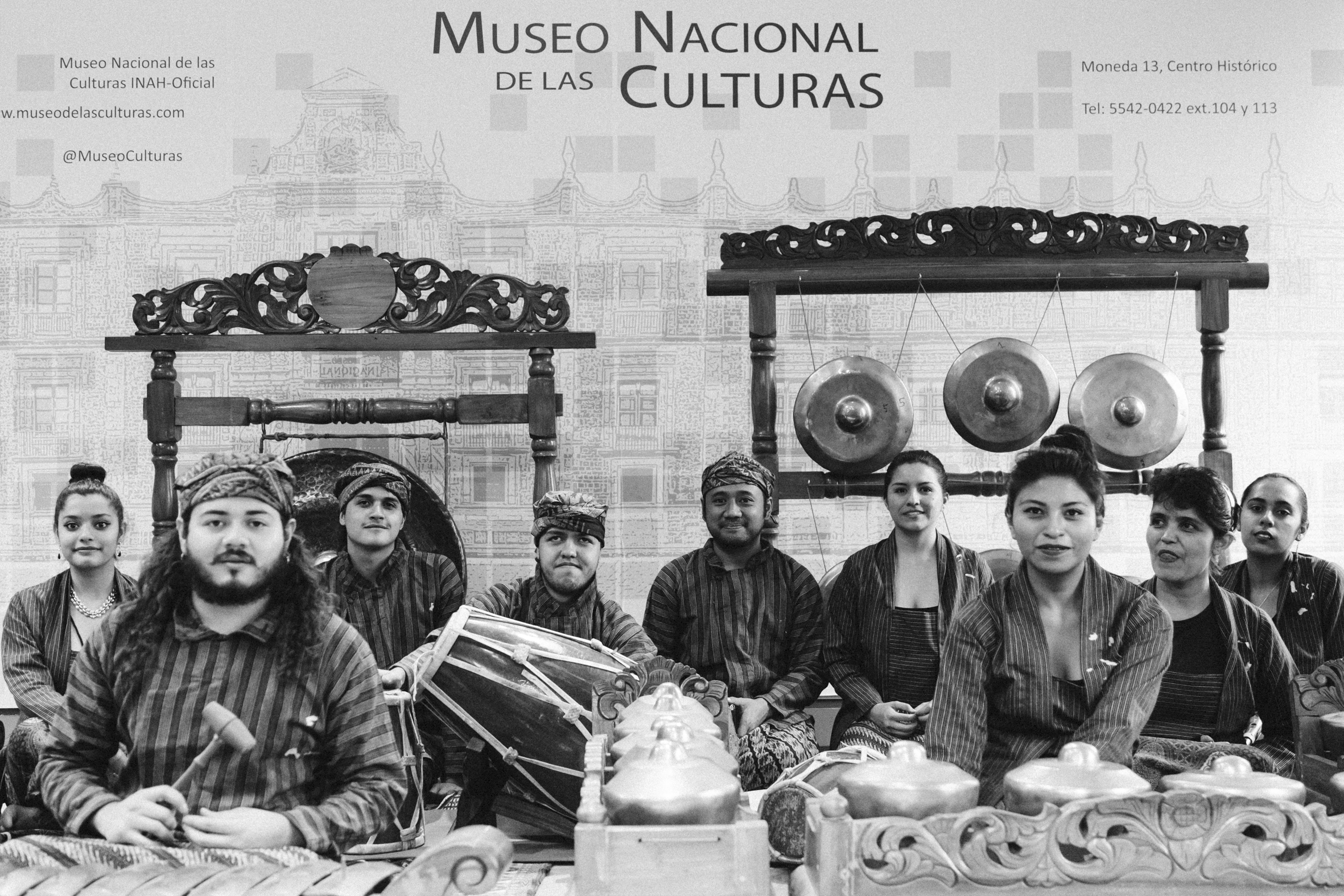
Gamelan en México grupo Indra Swara en el Museo Nacional de las Culturas, Ciudad de México.
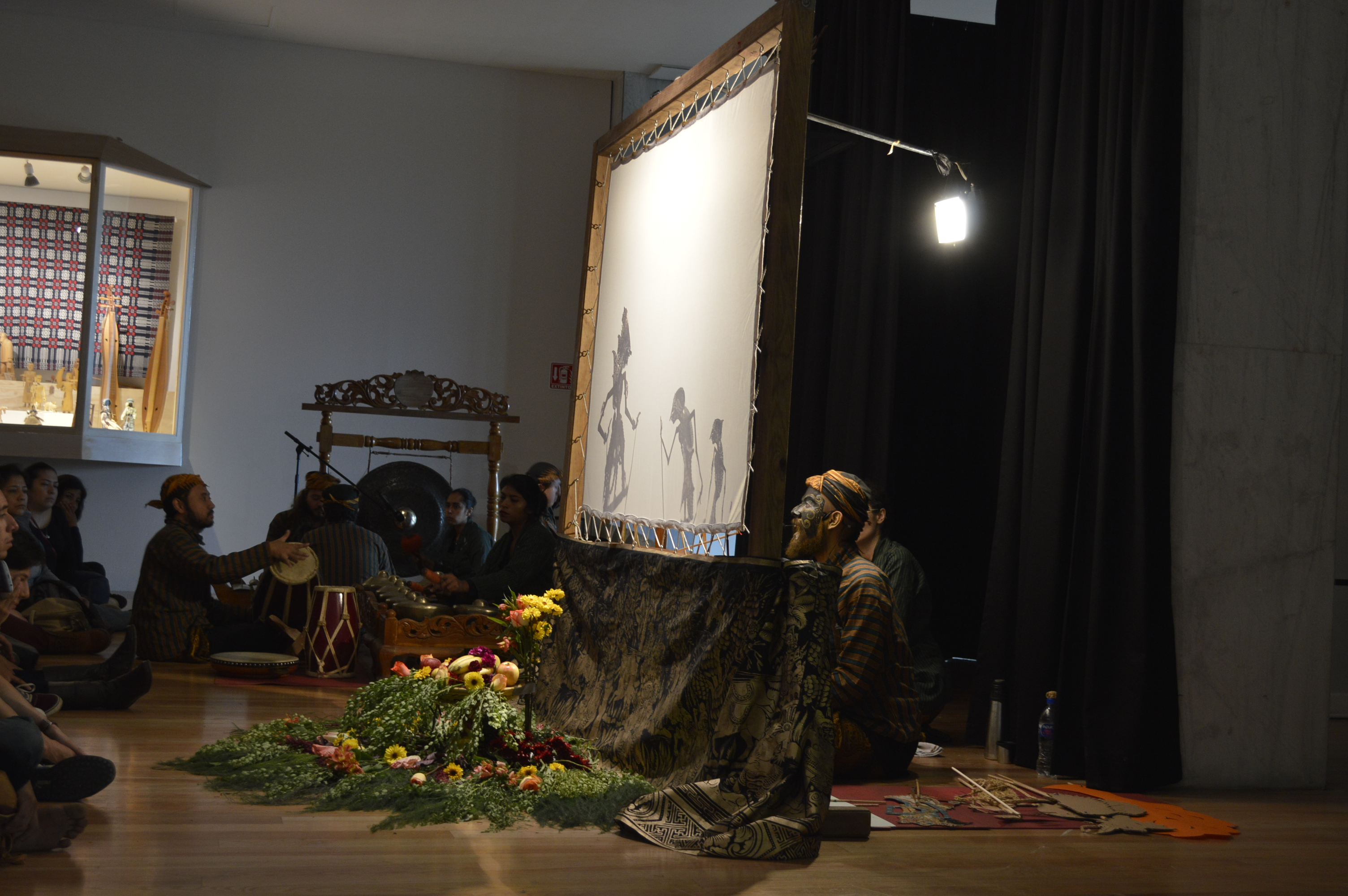
Wayang kulit en español grupo Indra Swara Centro Cultural Universitario Tlatelolco

## Relaciones comerciales
En 2023, el comercio entre ambas naciones ascendió a $3 mil millones de dólares. Las principales exportaciones de Indonesia a México incluyen: vehículos de motor, teléfonos y teléfonos móviles, electrodomésticos, productos de hierro o acero sin alear, productos químicos, prendas de vestir y calzado, joyas, frutas y nueces, y petróleo. Las principales exportaciones de México a Indonesia incluyen: teléfonos y teléfonos móviles, máquinas procesadoras de datos, tubos y tuberías de hierro o acero, productos químicos, piezas y accesorios para vehículos de motor, cuero, y alcohol. La empresa multinacional mexicana, KidZania, opera en Indonesia.

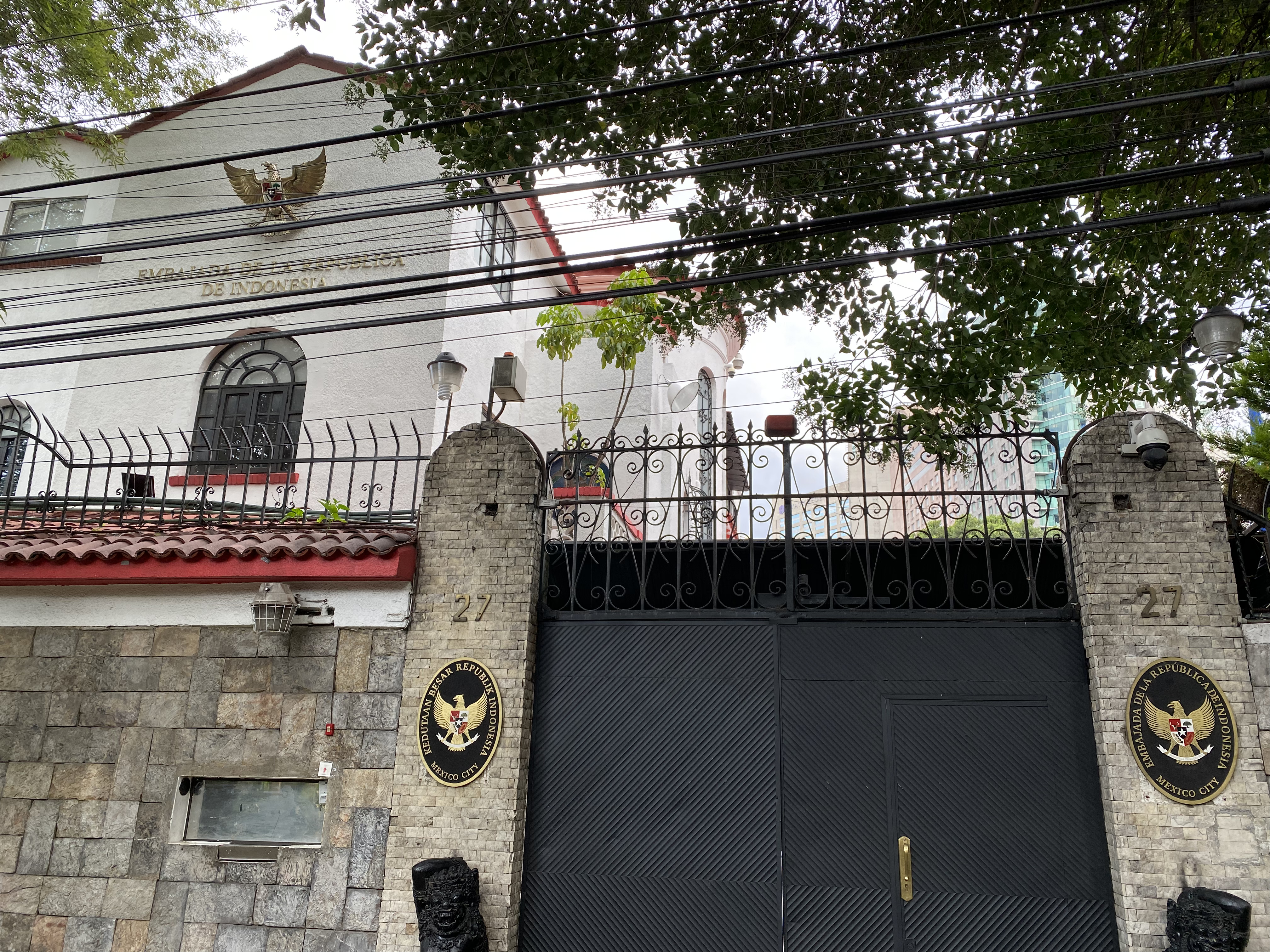
Embajada de Indonesia en la Ciudad de México

## Misiones diplomáticas residentes
- Indonesia tiene una embajada en la Ciudad de México.[20]
- México tiene una embajada en Yakarta.[21]